# 3188 Jekabsons
3188 Jekabsons је астероид главног астероидног појаса чија средња удаљеност од Сунца износи 2,289 астрономских јединица (АЈ).
Апсолутна магнитуда астероида је 14,1.